# Humoralpathologie
Die Humoralpathologie (zu lateinisch humor: ‚Feuchtigkeit‘, ‚Körpersaft‘, ‚Leibessaft‘), genannt auch Humorallehre und Humoralbiologie, war eine in der Antike ausgebildete und bis ins 19. Jahrhundert allgemein anerkannte Krankheitslehre von den Körpersäften, deren richtige Mischung bzw. Zusammensetzung Voraussetzung für Gesundheit ist, deren Ungleichgewicht bzw. fehlerhafte Zusammensetzung oder Schädigung hingegen Krankheiten verursachen kann.

## Überblick
Grundlage dafür ist die (Vier-)Säftelehre (auch: Vier-Säfte-Lehre, Viererschema), eine von der Antike bis ins 18. Jahrhundert allgemein anerkannte medizinische Konzeption, die erstmals im Corpus Hippocraticum (u. a. in De aeribus […] und De natura hominis, griechisch περί φύσιος ἀνθρώπου, „Über die Natur des Menschen“; um 400 v. Chr.) zur Erklärung allgemeiner Körpervorgänge und als Krankheitskonzept zur Erklärung vieler Krankheitszustände entwickelt wurde. Sie ist seit der Begründung der Zellularpathologie durch Rudolf Virchow im 19. Jahrhundert in den ätiologischen und therapeutischen Vorstellungen in Physiologie und Medizin wissenschaftlich überholt.
Ursprünge der Viersäftelehre gab es vermutlich schon im Alten Ägypten, sicher aber in der Elementenlehre des Empedokles (490–430 v. Chr.). Den vier empedokleischen Grundelementen Feuer, Erde, Wasser und Luft ordnete Zenon von Elea im 5. Jahrhundert dann die Primärqualitäten heiß, kalt, feucht und trocken zu, auf deren gegensätzliche Wirkungen sich auch Alkmaion bezogen hat.
Als Begründer der Humoralpathologie gilt Polybos, der angebliche Schwiegersohn des Hippokrates. Weiterentwickelt und mit antiken Vorstellungen zusammengebracht wurde die medizinische Theorie der Säftelehre durch Galen, der sie mit der Temperamentenlehre verband. Er unterteilte die Primärqualitäten, deren übermäßige bzw. zu geringe Ausprägung krankheitsverursachend sein kann (etwa bei zu viel „Kälte“ oder großer „Hitze“), weiter (zum Beispiel „feucht im dritten Grade“ oder – etwa in Bezug auf die Rose – „kalt im ersten Grad“). Die Anwendung der Heilmittel beruhte ebenfalls auf den seit Galen bis in die Neuzeit in der Heilkunde gültigen Primärqualitäten („warm/kalt“, „trocken/feucht“). So gibt es im System der Humoralpathologie solche, die erwärmen, kühlen, trocknen oder befeuchten und somit den entgegengesetzt ausgeprägten Krankheiten entgegenwirken sollten. Galen schrieb das gesamte Konzept in seiner endgültigen Form nieder. Verfeinert wurden Galens Lehren noch einmal im 11. Jahrhundert durch Avicenna in seinem Kanon der Medizin.
Als Lebensträger im Körper galten gemäß dem humoralpathologischen Konzept Gelbe Galle (cholera, colera, dem Element Feuer entsprechend), Schwarze Galle (melancholia, melancolia, dem Element Erde entsprechend), Blut im engeren Sinne (sanguis oder griechisch haima, dem Element Luft entsprechend) und Schleim (phlegma, flegma, dem Element Wasser entsprechend). Diese vier Säfte (Leibessäfte, auch Leibesfeuchten, lateinisch humores) würden demnach über das Blut und auch über die Nerven im Körper verbreitet. Der Bereich der Verdauung wurde von der Digestionslehre näher behandelt.

## Die Humoralpathologie bei Hippokrates und Galen

### Hippokrates
|         | warm        | kalt           |
| trocken | Gelbe Galle | Schwarze Galle |
| feucht  | Blut        | Schleim        |

In vielen Schriften des Corpus Hippocraticum (als Verfasser sei beispielsweise der Hippokrates-Schüler Polybos genannt) ist schon die Vorstellung zu finden, dass der menschliche Körper Säfte enthalte, die abhängig von deren Mischung (Krasis) seine Konstitution und seinen Gesundheitszustand beeinflussen. Bei richtiger Mischung der Säfte (Eukrasie) ist der Betroffene gesund, eine Störung des Mischungsverhältnisses (Dyskrasie) bedeutet Krankheit. In einigen Schriften werden jedoch nur zwei Säfte genannt, in anderen bis zu fünf. Eine Grundform der Viersäftelehre, die später bei Galen ausformuliert wurde, ist z. B. in der Polybos zugeschriebenen „hippokratischen“ Schrift Über die Natur des Menschen vom Ende des 5. Jahrhunderts zu finden. Polybos bzw. Hippokrates schreibt: „[…]. Der Körper des Menschen enthält in sich Blut, Schleim, gelbe und schwarze Galle, sie stellen die Natur seines Körpers dar, und ihretwegen empfindet er Schmerzen und ist er gesund. Gesund ist er nun besonders dann, wenn diese Substanzen in ihrer wechselseitigen Wirkung und in ihrer Menge das richtige Verhältnis aufweisen und am besten gemischt sind […].“ Demnach entsprechen schon bei Hippokrates den vier Säften auch vier Organe, die als „Quelle“ der jeweiligen Säfte gelten. Die Säfte werden durch Qualitäten der Wärme und Feuchtigkeit beschrieben (vgl. Tabelle rechts) und schwanken mit den Jahreszeiten, so dass in jeder Jahreszeit ein Saft überwiegt: Im Winter Schleim, im Frühling Blut, im Sommer gelbe Galle und im Herbst schwarze Galle. Darüber hinaus lassen sich auch Ansätze einer Zuordnung der Säfte zu vier Lebensphasen finden, jedoch noch nicht zu den Temperamenten.

### Galen
Galenos von Pergamon (ca. 130–200 n. Chr.), der das gesamte medizinische Wissen seiner Zeit zusammenfasste und den Vorstellungen der Hippokratiker und des Aristoteles (De gen. et corr. II,3) folgte, der ebenfalls den Elementen je ein Primärqualitätenpaar zugeordnet hatte, schrieb die Lehre der Humoralpathologie in einer systematischen Form nieder und verband die vier Säfte Blut, gelbe Galle, schwarze Galle und Schleim u. a. mit den vier Lebensphasen und den vier (empedokleischen) Elementen Luft, Feuer, Erde und Wasser.
Die (für jeden Menschen individuell verschiedene und unter anderem auch alters- sowie jahreszeitenabhängige) Ausgewogenheit der Säfte (Eukrasie; von griechisch eukrasia; lateinisch bonum temperamentum) sei, wie bereits Polybos um 400 v. Chr. ausgeführt hatte, gleichbedeutend mit der Gesundheit des Menschen. Krankheiten entstanden Galens Humoralpathologie zufolge durch Störungen (Dyskrasie; von griechisch dyskrasia, mittellateinisch discrasia) dieser Ausgewogenheit. Eine Dyskrasie könne entstehen durch ein Fehlen, ein Zuviel oder ein Verderben eines oder mehrerer Säfte. Sie wird durch Zufuhr des Gegenelements behandelt: So löscht Wasser Feuer aus und Erde stoppt Wind, also Luft.
Galen betonte, dass es die Aufgabe des Arztes sei, ein Ungleichgewicht der Säfte durch Diätetik, Arzneimittel oder auch chirurgische Maßnahmen wieder aufzuheben. In den hippokratischen Schriften wurde die Chirurgie hingegen noch nicht als ärztliche, sondern bestenfalls handwerkliche Disziplin aufgefasst, wie sich am Eid zeigt. Galen übte nicht zuletzt aufgrund seiner rhetorischen Begabung und seiner Überzeugungen einen außerordentlichen Einfluss bis ins 19. Jahrhundert aus.
| Element | Körpersaft                 | Primärqualität   | Farbe   | Geschmack        | Organ  | Jahreszeit | Lebensalter | Fieberart              | Geschlecht |
| ------- | -------------------------- | ---------------- | ------- | ---------------- | ------ | ---------- | ----------- | ---------------------- | ---------- |
| Luft    | Blut (sanguis)             | warm und feucht  | rot     | süß              | Herz   | Frühling   | Jugend      | kontinuierliche Fieber |            |
| Feuer   | Gelbgalle (cholera)        | warm und trocken | gelb    | bitter           | Leber  | Sommer     | junger Mann | Tertiana               | männlich   |
| Erde    | Schwarzgalle (melancholia) | kalt und trocken | schwarz | scharf und sauer | Milz   | Herbst     | alter Mann  | Quartana               |            |
| Wasser  | Weißschleim (phlegma)      | kalt und feucht  | weiß    | salzig           | Gehirn | Winter     | Greis       | Quotidiana             | weiblich   |

Die Bedeutung der Farben und Geschmäcker im galenischen Viererschema wird später durch Avicenna (im 3. Kapitel des 1. Traktats des 2. Buches seines Kanons der Medizin) weiter differenziert.

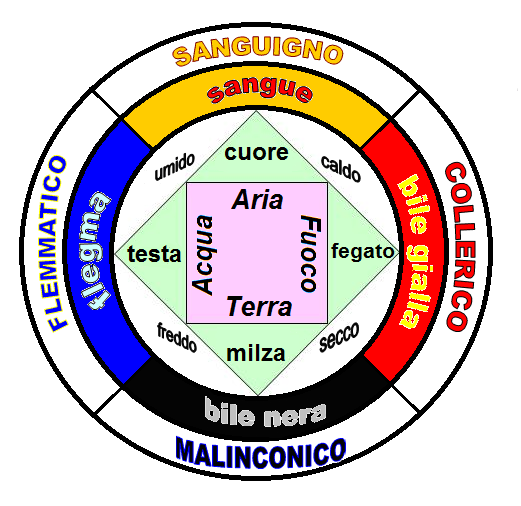
Schematische Darstellung der Verhältnisse von Elementen, Kardinalsäften, ihren Eigenschaften und Zuordnungen

### Weiterentwicklung zur Temperamentenlehre
Galen ordnete den vier Körpersäften auch Temperamente zu. Im philosophischen Lexikon von Georgi Schischkoff werden diese als Willens- und Gefühlsqualitäten dargestellt:
|         | schnell                  | langsam                        |
| ------- | ------------------------ | ------------------------------ |
| stark   | gelbe Galle → Choleriker | schwarze Galle → Melancholiker |
| schwach | Blut → Sanguiniker       | Schleim → Phlegmatiker         |

## Mittelalter und Neuzeit
Die vier Körpersäfte wurden hinsichtlich ihrer Qualitäten jeweils weiter unterteilt. So unterschied man beim Schleim etwa flegma salsum, flegma dulce, flegma acetosum und flegma naturale sowie weitere flegmata.
Durch al-Kindī erfuhr das Schema Galens quantifizierende Ergänzungen und durch Ibn al-Dschazzar nochmals eine Erweiterung für die Anwendungen in der Medizin. Avicenna systematisierte im frühen 11. Jahrhundert die Schriften Galens und nahm mit seinem Kanon der Medizin die Systematik der Scholastik um etwa 200 Jahre vorweg. Im ersten Buch des Kanons schreibt er über die vier Elemente:

„Der Arzt muß indes dem Naturwissenschaftler glauben, daß es vier Elemente und nicht mehr gibt, von denen zwei leicht sind und zwei schwer; und die leichten sind Feuer und Luft, die schweren sind Erde und Wasser.“

In seiner Kosmologie nimmt Erde den Mittelpunkt ein. Sie ist das schwerste Element und am unbeweglichsten. Wasser ist leichter als Erde, aber schwerer als Luft. Es gehorcht jeglicher Einwirkung und kann jede Gestalt annehmen. Die Luft hat die Fähigkeit, sich zu erweitern, leicht und dünn zu werden und sich nach oben zu erheben. Das Feuer steht über allen anderen Elementen in der Himmelswölbung, denn es ist so leicht, dass es bis in den Himmel reicht.
Über die Wirkung im Körper schreibt Avicenna:

„Die beiden schweren Elemente (Erde und Wasser) unterstützen Entstehung und Ruhe der Körperteile oder Glieder; die beiden leichten Elemente (Luft und Feuer) unterstützen Entstehung und Bewegung der Lebensgeister wie auch die Bewegung der Körperteile, wenngleich deren (wirklicher) Beweger allein die Seele ist.“

Zu den medizinisch-pharmazeutischen Bezirken gehörte außer der Indikation („Kräfte“) und der Zubereitung eines Arzneimittels auch deren Komplexion (von mittelhochdeutsch complexion „Komplexion, Temperament, Konstitutionsyp im humoralpathologischen Sinne“), das heißt die Zuerteilung bestimmter Wirkungsgrade nach dem theoretischen System des Galen. worüber akademisch ausgebildete Ärzte im Gegensatz zu Wundärzten im Studium genaue Kenntnis erhielten. Avicenna beschreibt äußerst präzise die Komplexionen, d. h. die die Natur des Menschen bestimmenden Mischungsverhältnisse der vier humoralpathologisch postulierten Säfte oder Leibesfeuchten, um Gesundheit und Krankheit zu erklären. Ausgeglichenheit der Komplexionen (Äquivalenz der Primärqualitäten warm/kalt und trocken/feucht) bedeutet vollkommene Gesundheit, doch ist dies nicht der Regelfall. Für die Gegensätzlichkeit von Wärme und Kälte bzw. Feuchte und Trockenheit (jeweils im Sinne der zenonschen Primärqualität) gibt er acht Erscheinungsgestalten an. Unausgeglichenheit der Komplexionen unterteilt er ebenfalls in acht Erscheinungsgestalten und gibt stoffliche wie unstoffliche Ursachen dafür an. Er beschreibt sehr genau die Komplexionen der einzelnen Organe und Körperteile, ebenso die verschiedenen Lebensalter und die Geschlechter. Bei den Primärsäften präzisiert Avicenna die Humoralphysiologie Galens: Es kann neben gutem Blut auch überflüssiges, zweitrangiges Blut auftreten. Dieses könne einerseits auftreten, wenn das Blut zu stark erhitzt oder abgekühlt wurde. Andererseits könne das Blut mit einem bösen Saft von außen vermischt worden sein, oder der böse Saft ist im Blut selbst entstanden. Hierfür gibt er wiederum zahlreiche Möglichkeiten an und verfährt auch bei den drei übrigen Säften in ähnlicher Weise. Hier widerspricht er auch Galen, der nur das Blut als natürlichen Saft habe gelten lassen. In einer Beschreibung der Qualität der Körpersäfte geht Avicenna auf die Verdauung und Verstoffwechslung ein. Ihm zufolge findet die Verdauung zunächst in Mund und Magen, dann in der Leber, in einem dritten Schritt im Blut und letztendlich in den vom Blut versorgten Organen statt. Als Abfall oder Überfluss nennt er Kot für die erste Verdauung sowie Harn für die zweite, wobei ein Rest in Milz und Gallenblase verbleibt. Abfallprodukte der beiden letzten Verdauungen verlassen demzufolge den Körper durch nicht wahrnehmbare Poren der Haut, durch Nase und Ohr, beim Aufbrechen von Eiterknoten sowie durch Zuwachs von Nägeln und Haaren. Bei den Komplexionen unterscheidet Avicenna eine primäre, „erste Komplexion“, welche den Elementen zu eigen ist, und eine sekundäre, zweite, welche von Dingen, die selber eine Komplexion besitzen, ausgeht, wie etwa die Komplexion eines zusammengesetzten Arzneimittels (etwa Theriak), das aus Bestandteilen bestimmter primärer Komplexion besteht. Bei der „zweiten Komplexion“ unterscheidet Avicenna starke und schwache Komplexionen.
Die mittelalterliche Diagnostik beruhte vor allem auf dem Erkennen der Verhältnisse und des Zustandes der vier Säfte. Hierzu fand die Harnschau oder Uroskopie Verwendung. Bereits im 10. Jahrhundert hatte der Arzt Isaak Judaeus die Eigenschaften des Harns (Farbe und Konsistenz) auf die Qualitäten der Säfte zurückgeführt. So entsprach ein zähflüssiger Harn der Grundqualität feucht, ein dünnflüssiger der Grundqualität trocken. Ein rötlicher Harn entsprach der Qualität warm, ein weißlicher der kalten Qualität. Später unterschied man über 20 Harnfarben. Eine die Harndiagnostik ausführlich behandelnde Schrift verfasste auch Johannes Zacharias Actuarius im 13. Jahrhundert.
In West- und Mitteleuropa waren viele Schriften von Hippokrates, Dioskurides oder Galen im frühen und hohen Mittelalter (der Epoche der Klostermedizin) nicht bekannt, da sie nicht in Latein vorlagen. Verbreitet waren u. a. die medizinischen Teile der Naturalis historia von Plinius, daneben die Lehrgedichte Liber de cultura hortorum und Macer floridus. Zwar bildeten die von Galen vertretenen Theorien auch die Grundlage der medizinischen Werke einer Hildegard von Bingen, doch fällt die in ihrer Causae et curae vorgestellte Wiedergabe der Medizintheorie bedeutend einfacher aus als im mehr als 100 Jahre zuvor verfassten Kanon der Medizin. Viele Rezepte entnahm sie wohl der Volksheilkunde, und auch Spiritualität spielt bei ihr eine relativ große Rolle (selbst verglichen zur übrigen Klostermedizin). Neben Beziehungen der vier Säfte zu medizinischen Aspekten wurden in Spätantike und Mittelalter auch Entsprechungen zur Theologie, Astrologie, Bildenden Kunst und Musik abgeleitet. So entspricht in der Musiktheorie die phrygische Tonart der trocken-warmen, die mixolydische der kalt-trockenen, die lydische der feucht-warmen und die dorische Tonart der kalt-feuchten Qualität. Durch die Schule von Salerno und die Übersetzerschule von Toledo (Gerhard von Cremona) kamen wichtige arabische Bearbeitungen der antiken Texte in das lateinische Europa. Avicennas Kanon wurde neben Schriften aus Salerno (u. a. Trotula) ab dem 13. Jahrhundert zur Pflichtlektüre an den jungen Universitäten. Mit der Verfügbarkeit der antiken Quellen in der Renaissance (Renaissance-Humanismus) machte sich eine Araberfeindlichkeit breit, und Hippokrates wie Galen verdrängten Avicenna an vielen Universitäten. Galens Auffassungen vom Fluss des Blutes wurden erst im 17. Jahrhundert durch William Harvey und Marcello Malpighi und teils gegen erhebliche Widerstände revidiert. Seine Fassung der Humoralpathologie hatte als Krankheitskonzept Bestand bis ins 19. Jahrhundert. Die Schriften beeinflussten die Physiognomik des Johann Kaspar Lavaters und die Ernährungslehre. Im Übrigen bezog sich auch Sebastian Kneipp bei seiner Wasserkur auf die Erkenntnisse Galens, nach denen überflüssige oder verdorbene Säfte aus dem Körper abgeleitet werden müssten (vgl. Materia peccans). Schmerzen waren nach der Humoralpathologie darauf zurückzuführen, dass an bestimmten Stellen im Körper ein Übermaß an (meist verdorbenen) Säften vorhanden sei. Bei einer Ableitung dieser Schlackenstoffe verschwinden auch die Schmerzen. Vor allem populärwissenschaftliche Medien lassen in der zweiten Hälfte des 19. eine „Spätphase der Humoralpathologie“ erkennen. Der Teilaspekt des Ausleitens schädlicher Säfte durch das Reinigen (Purgieren) überflüssiger und schädlicher Substanzen findet sich auch in dem modernen Begriff der Humoraltherapie wieder.

## Humoralpathologie und Esskultur im Mittelalter
Das mittelalterliche Verständnis über Ernährung basierte weitgehend auf der antiken Humoralpathologie. Die Humoralpathologie hat damit die Esskultur im Mittelalter stark beeinflusst. Nahrungsmittel wurden als „warm“ oder „kalt“ und „feucht“ oder „trocken“ klassifiziert. Von geübten Köchen wurde erwartet, dass sie die Lebensmittel so kombinieren, dass sich diese Eigenschaften ausgleichen und ergänzen. Auf diese Weise wurden die Körpersäfte, die ja als Produkt des Stoffwechsels aus der aufgenommenen Nahrung angesehen wurden, im Einklang gehalten. Cholerikern wurde empfohlen, ihre Nahrungsmittel nicht zu stark zu würzen. Gewürze galten als heiß und trocken und unterstützen somit die Eigenschaften des cholerischen Menschen. Choleriker, die zu viel Feuer zuführen, riskieren nach der Humoralpathologie eher einen „Herzinfarkt“. Fisch ist „kalt“ und „feucht“ und soll in einer Weise zubereitet werden, die „trocknend“ und „erhitzend“ war, wie frittieren oder im Ofen backen, Fischgewürze sollen „heiß“ und „trocken“ sein. Wacholderbeeren haben trocknende und wärmende Eigenschaften. Rindfleisch ist „trocken“ und „heiß“, also „feurig“. Es wird entsprechend in Wasser gekocht, um einem Übermaß an Feuer vorzubeugen. Salate sind „kalte und feuchte“ Nahrungsmittel und führen einen ausgleichenden Wasseranteil zu. Das hellere Schweinefleisch ist kühler als Rindfleisch und „feucht“ und lässt sich besser am offenen Feuer rösten, Feuer wird über die Zubereitungsart zugeführt.
Dort, wo mittelalterliche Rezeptsammlungen Vorschläge für die Verwendung alternativer Zutaten machen, geben sie der Einordnung der Lebensmittel in der Humoralpathologie gelegentlich mehr Gewicht als ihrem Geschmack. Die Ärzte des Mittelalters waren immer gleichzeitig Ernährungstherapeuten. Als ideale Nahrungsmittel galten diejenigen, die als warm und feucht eingestuft wurden, die also in der Hauptsache Luftelement dem Menschen zuführen. Das Luftelement antagonisiert in erster Linie das Erdelement; da sehr viele Krankheiten aus einem Übermaß an Erde, an schwarzer Galle entstehen, ist eine solche Ernährung primär gesundheitsfördernd. Die jeweiligen Vorschläge wurden früher über Beilagen immer noch den speziellen Bedürfnissen des Konsumenten angepasst. Die einzelnen Speisen sollten fein gehackt oder püriert werden, um eine gute Durchmischung der Zutaten zu erreichen. Ein Gericht, das diese Anforderung idealtypisch erfüllte, war Blanc manger, das bis weit in die Neuzeit von der Mittel- und Oberschicht in fast ganz Europa gegessen wurde: In einer Masse aus zerstoßenen Mandeln wurden Hühnerbrüste zusammen mit Reismehl, Schmalz und Zucker gegart und anschließend zu einer Paste zerstoßen und püriert.

## Die vier Säfte und Astrologie
Im Mittelalter wurde die Humoralpathologie durch astrologische Spekulationen ergänzt.
1. Blut (griechisch αἷμα haima, lateinisch sanguis), das in der Leber (Plasma) aus dem rohen Pneuma der Atemluft gebildet würde, sei der konstituierende Saft der Sanguiniker und dem Element Luft, dem Morgen, dem Osten, dem Frühling und der Kindheit anverwandt. Einen bestimmenden Einfluss übe neben den Sternzeichen der Waage, des Wassermanns und des Zwillinges auch der Jupiter aus.
2. Gelbe Galle (griechisch χολή cholé, lateinisch cholera citrina oder cholera vitellina[46]), die aus der Leber stamme, wird unter anderem[47] den Cholerikern sowie dem Element Feuer, dem Sommer, dem Süden, der Jugend, dem Mittag und den Sternzeichen Löwe, Widder und Schütze sowie dem Planeten Mars zugeordnet.
3. Schwarze Galle (griechisch μέλαινα χολή mélaina cholé, lateinisch melancholia und cholera nigra[48]), die in der Milz produziert werde, bestimme den Charakter der Melancholiker und habe Bezug zum Element Erde, zum Abend, zum Westen, zum Herbst und zum höheren Erwachsenenalter sowie zu den Sternzeichen Jungfrau, Steinbock und Stier sowie zum Saturn.
4. Schleim (griechisch φλέγμα phlégma, lateinisch auch phleuma und fleuma), der im Gehirn produziert werde, bestimme das Wesen der Phlegmatiker und wurde dem Element Wasser, dem Winter, dem Norden, dem Greisenalter, dem Nachmittag und den Sternzeichen Krebs, Fische und Skorpion sowie dem Mond zugeordnet.[49]

## Wissenschaftsgeschichtlicher Stellenwert
Der Beginn einer Beobachtung von Gesetzmäßigkeiten in der Natur und die Herstellung eines Bezugs zu Gesundheit und Krankheit des Menschen stellt aus wissenschaftsphilosophischer und historischer Sicht einen wesentlichen Fortschritt gegenüber jenen früheren Ansichten dar, die die Befindlichkeit des Menschen als allein von den Göttern bestimmt gesehen hatten. Mit der Humoralpathologie begannen die Ärzte des Altertums letztlich systematisch die Ursachen der Unterschiede zwischen den Menschen und ihren spezifischen Krankheitsneigungen zu beschreiben. Deren Einfluss auf die weitere Geschichte der Medizin zeigt aber auch, wie sehr ein geschlossenes System und dessen eloquente Vertretung dem Fortschritt im Wege stehen können. Erst nach Paracelsus, der die Viersäftelehre heftig kritisierte, verlor sie zunehmend an Bedeutung, bis sie Mitte des 19. Jahrhunderts mit der Etablierung der Zellularpathologie vollends abgelöst wurde. Zur Kritik der Humoralpathologie ist aber auch der Gesichtspunkt des Reduktionismus zu erwähnen. Während bis zu Galen die Elemente als Urstoffe oder Substanzen (keineswegs nur im materiellen, sondern vor allem auch im animistisch-psychischen Sinne) verstanden wurden, erhielt die westliche Medizin zunehmend ihr Gepräge durch das, was heute mit dem Schlagwort Maschinenparadigma (Organmedizin) ausgedrückt wird.

## Übersetzungen
- Jutta Kollesch, Diethard Nickel (Hrsg.): Antike Heilkunst. Ausgewählte Texte aus den medizinischen Schriften der Griechen und Römer (= Reclams Universal-Bibliothek. Band 9305). Bibliographisch ergänzte Ausgabe. Reclam, Stuttgart 2007, ISBN 978-3-15-009305-4.
- Gotthard Strohmaier: Die arabisch erhaltene Galenschrift ‘Über die Verschiedenheit der homoiomeren Körperteile‘: Zum 1. Male herausgegeben, übersetzt und erläutert. Dissertation Humboldt-Universität Berlin 1965.